# Ger (Alti Pirenei)
Ger è un comune francese di 173 abitanti situato nel dipartimento degli Alti Pirenei nella regione dell'Occitania.

## Società

### Evoluzione demografica
Abitanti censiti